# Villy-le-Pelloux
Villy-le-Pelloux és un municipi francès situat al departament de l'Alta Savoia i a la regió d'Alvèrnia-Roine-Alps. L'any 2007 tenia 535 habitants.

## Demografia

### Població
El 2007 la població de fet de Villy-le-Pelloux era de 535 persones. Hi havia 189 famílies de les quals 31 eren unipersonals (17 homes vivint sols i 14 dones vivint soles), 45 parelles sense fills, 99 parelles amb fills i 14 famílies monoparentals amb fills.
La població ha evolucionat segons el següent gràfic:
Habitants censats

### Habitatges
El 2007 hi havia 241 habitatges, 194 eren l'habitatge principal de la família, 4 eren segones residències i 44 estaven desocupats. 150 eren cases i 91 eren apartaments. Dels 194 habitatges principals, 158 estaven ocupats pels seus propietaris i 36 estaven llogats i ocupats pels llogaters; 24 tenien dues cambres, 27 en tenien tres, 39 en tenien quatre i 104 en tenien cinc o més. 178 habitatges disposaven pel capbaix d'una plaça de pàrquing. A 69 habitatges hi havia un automòbil i a 122 n'hi havia dos o més.

### Piràmide de població
La piràmide de població per edats i sexe el 2009 era:
| Homes | Edats   | Dones |
| ----- | ------- | ----- |
| 0     | 95 o +  | 0     |
| 0     | 90 a 94 | 0     |
| 4     | 85 a 89 | 0     |
| 4     | 80 a 84 | 0     |
| 4     | 75 a 79 | 8     |
| 4     | 70 a 74 | 0     |
| 0     | 65 a 69 | 0     |
| 12    | 60 a 64 | 4     |
| 12    | 55 a 59 | 16    |
| 16    | 50 a 54 | 12    |
| 24    | 45 a 49 | 12    |
| 16    | 40 a 44 | 24    |
| 16    | 35 a 39 | 20    |
| 44    | 30 a 34 | 16    |
| 4     | 25 a 29 | 24    |
| 12    | 20 a 24 | 0     |
| 4     | 15 a 19 | 8     |
| 16    | 10 a 14 | 8     |
| 16    | 5 a 9   | 32    |
| 24    | 0 a 4   | 12    |

## Economia
El 2007 la població en edat de treballar era de 372 persones, 287 eren actives i 85 eren inactives. De les 287 persones actives 274 estaven ocupades (140 homes i 134 dones) i 13 estaven aturades (4 homes i 9 dones). De les 85 persones inactives 24 estaven jubilades, 37 estaven estudiant i 24 estaven classificades com a «altres inactius».

### Ingressos
El 2009 a Villy-le-Pelloux hi havia 213 unitats fiscals que integraven 595 persones, la mediana anual d'ingressos fiscals per persona era de 25.887 €.

### Activitats econòmiques
Dels 22 establiments que hi havia el 2007, 2 eren d'empreses extractives, 1 d'una empresa de fabricació d'altres productes industrials, 4 d'empreses de construcció, 2 d'empreses de comerç i reparació d'automòbils, 3 d'empreses de transport, 2 d'empreses d'hostatgeria i restauració, 7 d'empreses de serveis i 1 d'una entitat de l'administració pública.
Dels 5 establiments de servei als particulars que hi havia el 2009, 1 era un taller de reparació d'automòbils i de material agrícola, 1 paleta, 1 fusteria i 2 lampisteries.
L'únic establiment comercial que hi havia el 2009 era una llibreria.
L'any 2000 a Villy-le-Pelloux hi havia 5 explotacions agrícoles.

## Equipaments sanitaris i escolars
El 2009 hi havia una escola elemental.

## Poblacions més properes
El següent diagrama mostra les poblacions més properes.